# Parafia św. Siostry Faustyny Kowalskiej w Ostródzie
Parafia Świętej Siostry Faustyny Kowalskiej w Ostródzie – rzymskokatolicka parafia w Ostródzie, należąca do archidiecezji warmińskiej i dekanatu Ostróda. Została utworzona 1 lipca 1993 r. Kościół parafialny mieści się przy ulicy Plebiscytowej. Parafię prowadzą księża diecezjalni.